# Macrostylis abyssicola
Macrostylis abyssicola là một loài chân đều trong họ Macrostylidae. Loài này được Hansen miêu tả khoa học năm 1916.